# The Animal
The Animal (bra: Animal; prt: O Verdadeiro Animal) é um filme estadunidense de 2001, dos gêneros comédia e ficção científica, dirigido por Luke Greenfield (em sua estréia como diretor de cinema) e escrito por Tom Brady. O filme é estrelado por Rob Schneider no papel de Marvin Mange, um desajeitado funcionário de uma delegacia que, após sofrer um grave acidente, é resgatado por um cientista louco, que transplanta diversos órgãos de animais nele, resultando em estranhas mudanças em seu comportamento.
As filmagens ocorreram em diversas cidades da Califórnia, como Calistoga, Santa Clarita e Los Angeles. The Animal recebe críticas amplamente negativas.

## Sinopse
Após sofrer um acidente de carro nas montanhas, o desajeitado Marvin Mange é encontrado pelo excêntrico cientista Dr. Wilder, que decide usá-lo como cobaia reconstruindo o corpo dele com órgãos de vários animais.

## Elenco
| Intérprete       | Personagem                 |
| ---------------- | -------------------------- |
| Rob Schneider    | Marvin Mange               |
| Colleen Haskell  | Rianna "Beija-flor" Holmes |
| John C. McGinley | Sargento Doug Sisk         |
| Edward Asner     | Chefe Marion Wilson        |
| Michael Caton    | Dr. Wilder                 |
| Louis Lombardi   | Fatty                      |
| Guy Torry        | Miles                      |
| Scott Wilson     | Prefeito de Elkerton       |
| Bob Rubin        | Bob Harris                 |
| Michael Papajohn | patrulheiro Brady          |
| Ron Roggé        | patrulheiro Jaworski       |

A mãe de Schneider, Pilar Schneider participa como sra. De La Rosa, a desagradável vizinha de Marvin. Adam Sandler faz uma participação como um dos moradores da cidade no meio da multidão que tenta caçar Marvin. Schneider interpretou um personagem semelhante em Little Nicky, de Sandler. Norm Macdonald interpreta um tagarela membro do grupo de caça à Marvin.
Fred Stoller, e Wes Takahashi, ex-animador e supervisor de efeitos visuais da Industrial Light & Magic, fazem participações como repórteres que entrevistam Marvin. Uma Cloris Leachman não creditada interpreta uma senhora míope que alimenta Marvin ao em vez de seu gato na versão alternativa para TV; enquanto Harry Dean Stanton, também sem créditos, interpreta um dos caçadores de Marvin no final do filme. Philip Daniel Bolden participa como uma das crianças que visita a sala de evidências. 
De acordo com Schneider no comentário de DVD, a cadete gorda interpretada por Elizabeth Branson, que compete contra Marvin na prova de obstáculos, foi dublada por uma Amy Poehler sem créditos.

## Recepção

### Bilheteria
The Animal estreou em 1º de junho de 2001, arrecadando US$ 19,6 milhões em seu fim de semana de estreia (3º atrás de Shrek e Pearl Harbor  ). Com um orçamento de produção de US$ 47 milhões, o filme arrecadou US$ 84.772.742 internacionalmente.

### Público e crítica
O público pesquisado pelo CinemaScore deu ao filme uma nota média de "B+".
No consenso do agregador de críticas Rotten Tomatoes diz: "Embora menos ofensivo e mais charmoso do que as comédias recentes de humor grosseiro, (...) ainda é bastante medíocre". Na pontuação onde a equipe do site categoriza as opiniões da grande mídia e da mídia independente apenas como positivas ou negativas, o filme tem um índice de aprovação de 30% calculado com base em 84 comentários dos críticos. Por comparação, com as mesmas opiniões sendo calculadas usando uma média aritmética ponderada, a nota alcançada é 4,3/10.
Em outro agregador, o Metacritic, que calcula as notas das opiniões usando somente uma média aritmética ponderada de determinados veículos de comunicação em maior parte da grande mídia, tem uma pontuação de 43/100, alcançada com base em 22 avaliações da imprensa anexadas no site, com a indicação de "revisões mistas ou neutras".

### Controvérsia
Apesar da reação crítica principalmente negativa, na época de seu lançamento, o crítico de cinema David Manning deu elogios ao filme. No final de 2001, Manning foi revelado como um personagem fictício criado pela Sony para falsificar a publicidade do filme. Na época, a Sony alegou que o erro foi devido a um artista de layout que inseriu 'texto fictício' em anúncios impressos durante o design, que acidentalmente nunca foi substituído por texto real.

## Sequência
Em outubro de 2022, foi anunciado que uma sequência estaria em desenvolvimento. Além de reprisar seu papel, Rob Schneider também atuará como diretor, a partir de um roteiro que ele co-escreveu com sua esposa Patricia Schneider e Jamie Lissow. Schneider também atuará como produtor do filme ao lado de Michael McConnell. O projeto será uma produção conjunta entre Content Partners, Revolution Studios, MarVista Entertainment, Zero Gravity Management e Tubi Original Films. Destinado a ser lançado via streaming como um filme exclusivo da Tubi, o projeto está perto de ser oficialmente aprovado pelos estúdios de cinema associados. As filmagens iniciais estão programadas para começar no início de 2023, com seu lançamento provisório programado para o final desse ano.